# Congolese gemeenschap in België
Met Congolese gemeenschap in België (ook wel Congolese Belgen) worden in België levende Congolezen en Belgen van Congolese afkomst aangeduid. De Congolezen vormen de negende grootste migratiegroep in België en de grootste uit een Sub-Sahara Afrikaans land.

## Geschiedenis
Al in de 19de eeuw waren er Congolezen in België omwille van de Belgische koloniale aanwezigheid in Congo. De eersten werden voor de wereldtentoonstelling van 1885 naar Antwerpen gebracht om tentoongesteld te worden in menselijke dierentuinen en ook voor latere wereldtentoonstellingen werden Congolezen naar België gebracht. Op de Wereldtentoonstelling van 1897 waren bijvoorbeeld 267 Congolezen te zien in nagebouwde Congolese dorpen. Zeven Congolezen stierven aan ziektes die ze opgelopen hadden doordat men ze gedwongen had bij het koude weer traditionele Congolese kleding te dragen. Nog op Expo 58 werden Congolezen tentoongesteld. In de sectie over de Belgische koloniën werd wederom een Congolees dorp nagebouwd. Speciaal daarvoor overgevlogen Congolezen moesten hier het leven in Congo van voor de kolonisatie weergeven. Zij droegen hiervoor schamele kleding, werkten met primitieve werktuigen en voeren met prauwen over een klein meertje. Halverwege de expo weigerden zij echter verder te komen omdat ze door het publiek  werden bekeken, uitgejoeld en met pinda's en bananen bekogeld. Ze werden daarop terug naar Congo gestuurd. Om te tonen hoezeer België zijn koloniën ontwikkeld had, werden als contrast ook "geciviliseerde" Congolezen overgebracht, onder andere 500 zogenaamde évolués (waaronder Patrice Lumumba, die later de eerste premier van het onafhankelijke Congo zou worden) en het kinderkoor De Troubadours van koning Boudewijn, die op de expo en in andere plaatsen van België hun Missa Luba opvoerden.
Andere Congolezen die al in de negentiende eeuw naar België kwamen, deden dat als boy van een koloniaal of als matroos bij de Compagnie Maritime Belge du Congo (CMBC). De boys werden na verloop van tijd vaak op straat gezet of gingen soms zelf lopen. Anders verging het Paul Panda Farnana, die in 1904-1908 hogere studies volbracht en als eerste Congolese intellectueel wordt gezien. Hij was de spilfiguur van de Congolese gemeenschap die zich in Brussel had gevormd. Ook in steden als Antwerpen, Gent, Namen en Hasselt woonden enkele Congolezen. 
België zette tijdens de Eerste Wereldoorlog geen troepen uit zijn kolonies in Europa in. Congolezen waren ook geen Belgische burgers, maar onderdanen en moesten daarom geen dienstplicht leveren. In augustus 1914 meldden zich echter een dertigtal in België levende Congolezen als vrijwilligers in het Belgisch Leger. Eén Congolese Belg, Joseph Droeven, de zoon van een Vlaamse vader en een Congolese moeder, diende als beroepsmilitair in het leger. Hij meldde zich in 1913 als beroepsvrijwilliger en werd daarmee de eerste persoon met een donkere huidskleur in het Belgisch leger. Hij werd korporaal en kreeg zo het bevel over blanke soldaten. In het algemeen was dit echter iets wat de overheid te allen prijze probeerde te vermijden om geen verkeerde ideeën van evenwaardigheid te laten postvatten. Zelfs meevechten als soldaat was uit den boze. Men vreesde dat getuigen van de loopgravenervaring het morele overwicht van de blanken in Congo zouden ondermijnen.
Na de oorlog voerde Farnana een strijd voor emancipatie in de pers en op congressen. De autoriteiten en de pers zagen hem als een gevaarlijke agitator. Moe van de vijandigheid en het uitblijven van resultaat, keerde Farnana in 1929 terug naar Congo, waar hij het volgende jaar overleed. Een maand later verbood gouverneur-generaal Auguste Tilkens terugkerende kolonialen om zwarten mee te nemen naar België.
Door dit beleid bleef het aantal Congolezen in België tijdens de koloniale periode beperkt en was hun verblijf meestal van tijdelijke duur. Vlak na de Tweede Wereldoorlog werden maar 10 Congolezen in België geregistreerd. De Belgische staat was niet enthousiast Congolezen in België te laten studeren. Men dacht dat dit zou zorgen voor het ontstaan van een intellectuele elite die voor problemen zou kunnen zorgen (vaak treffend samengevat als "Pas d'élite, pas d'ennuis"). Na de oorlog kwam dit beleid echter steeds meer onder druk te staan. Dit begon ermee dat de missies vrome Congolezen naar België stuurden. De eerste was François Zuza, in 1940. In 1952 begon de eerste Congolese lekenstudent, Thomas Kanza, gefinancierd door een Belgische zakenman aan de KU Leuven. Vanaf 1953 haalde de overheid tweejaarlijks een aantal Congolezen naar België en 1954 werd de eerste universiteit in Congo zelf opgericht. In de jaren vijftig bleef het aantal Congolese studenten echter klein; het waren er nooit meer dan dertig.
België gebruikte ook nooit gastarbeiders uit zijn koloniën om arbeiderstekorten te vullen. Andere koloniale mogendheden deden dit wel. Het Verenigd Koninkrijk haalde in de jaren vijftig en zestig bijvoorbeeld duizenden arbeiders uit Jamaica. Het is niet precies geweten waarom België niet iets vergelijkbaars deed, maar er zijn meerdere hypothesen. Ten eerste is het mogelijk dat de vraag naar arbeidskrachten in de kolonie zelf te groot was. De mijnen en plantages in Congo waren erg arbeidsintensief, zodat de kolonie mogelijk geen arbeiders aan het moederland kon afstaan. Dit gold echter ook voor de kolonies van andere landen. Wat ook tegen deze hypothese spreekt, is dat Congolezen wel als matrozen bij de CMBC tewerkgesteld werden. Een andere hypothese is dat de overheid simpelweg geen arbeiders uit de koloniën in het land wilde. Mogelijk wilde men verhinderen dat ze in contact zouden komen met antikoloniale ideeën (vooral uit communistische hoek) of wilde men uit een blank superioriteitsdenken de raciale homogeniteit van het land behouden. België haalde zijn gastarbeiders aanvankelijk uit Italië en later uit Spanje en uit Griekenland nadat de Italiaanse regering een einde had gemaakt aan de emigratie naar België na de mijnramp van Marcinelle. Pas tegen het einde van de arbeidsmigratie, in 1964, werden arbeiders uit Marokko en uit Turkije gehaald. Tegen dan was Congo onafhankelijk en was een gastarbeiderscontract quasi onmogelijk omwille van de slechte relaties tussen de twee landen. Ook andere koloniale mogendheden probeerden lang arbeiders uit andere Europese landen aan te werven. Pas toen dit niet lukte, of niet voldoende bleek te zijn, haalden zij arbeiders uit hun koloniën.
Pas na de onafhankelijkheid van Congo in 1960 begonnen grotere aantallen Congolezen naar het land te komen. Dit waren voornamelijk studenten en zakenmensen. Velen van hen bleven niet permanent, maar keerden na enkele jaren (bv. na het einde van hun studies) weer terug. Vlak na de onafhankelijkheid was er al onmiddellijk een immigratiepiek. Tussen 1961 en 1963 kwamen jaarlijks netto tussen de 1000 en de 1500 Congolezen naar België. Een jaar na de onafhankelijkheid verbleven 2585 Congolezen legaal in België. Daarna daalde de instroom.Tussen 1965 en 1990 was het immigratiesaldo nooit meer dan 900 per jaar. Het was in die periode zelfs tweemaal (1972-1973 en 1983-1984) negatief, omdat meer Congolezen vertrokken dan aankwamen.
Door het einde van de Koude Oorlog en het daardoor wegvallen van Amerikaanse steun voor het regime van Mobutu begon vanaf 1990 een periode van politieke instabiliteit. Zo plunderden onbetaalde soldaten in 1991 de hoofdstad Kinshasa. Hierdoor kwam een asielstroom op gang. Een studie van de Congolese gemeenschap in België uit de jaren 1990 berekende dat het aantal asielaanvragen van Congolezen tussen 1990 en 1994 bijna verviervoudige, namelijk van 1.120 naar 4.020. Na de val van Mobutu in 1996 kregen de Congolezen een optimistischer beeld van de toekomst van hun land en daalde het aantal Congolese asielaanvragen eventjes. Aan het einde van de jaren negentig was de instroom bijvoorbeeld het laagst sinds de onafhankelijkheid van Congo. Maar aan het begin van de jaren nul kwam in verband met de Tweede Congo-oorlog (1998-2003) een tweede asielstroom op gang.

## Demografie

### Aantal
Omdat België (in tegenstelling tot bv. Nederland) geen etnische statistieken verzamelt, is het exact aantal Belgen van Congolese afkomst moeilijk te berekenen. Statistieken over de nationaliteit zijn wel beschikbaar: in 1994 woonden er in België 16.542 personen met de Congolese nationaliteit (en zonder de Belgische), in 2017 waren dat er 21.282. Tussen 1984 en 1992 verwierven 2.253 Congolezen de Belgische nationaliteit en tussen 2006 en 2016 was dat aantal 12.043. (Hiervan is wellicht intussen een deel overleden of geëmigreerd.)
Voor het jaar 2006 bestaat er een betere schatting van de grootte van de Congolese gemeenschap in België. In dat jaar verbleven 40.301 in België die met de Congolese nationaliteit geboren waren, waarvan 25.987 (64,5%) intussen de Belgische nationaliteit verkregen hadden. Ook dit getal is echter niet perfect. Het houdt immers geen rekening met Congolese Belgen die met de Belgische nationaliteit geboren zijn, d.w.z. kinderen van genationaliseerde Congolezen, kinderen uit gemengde huwelijken en (onder bepaalde omstandigheden) kinderen van in België geboren Congolezen.
Toch kunnen uit deze beperkte gegeven bepaalde dingen opgemaakt worden, zoals de (ongeveere) verhouding tot andere groepen: in 2006 vormden de Congolezen 2,5% van de als vreemdeling geboren populatie in België. Daarmee waren ze (volgens die metriek) de negende grootste migrantengroep, de tweede grootste uit een Afrikaans land (na Marokko) en de grootste uit de Sub-Sahara. Ook over de groei van de groep kan iets gezegd worden: in 1991 waren er 17.451 als Congolees geboren personen in België. In de 17 jaar voor 2006 was de groep dus meer dan verdubbeld. Ook procentueel was zij gegroeid. In 1991 vormden de Congolezen slechts 1,5% van de als vreemdeling geboren in België verblijvende personen en waren de tiende grootste migratiegroep.

### Geografische spreiding

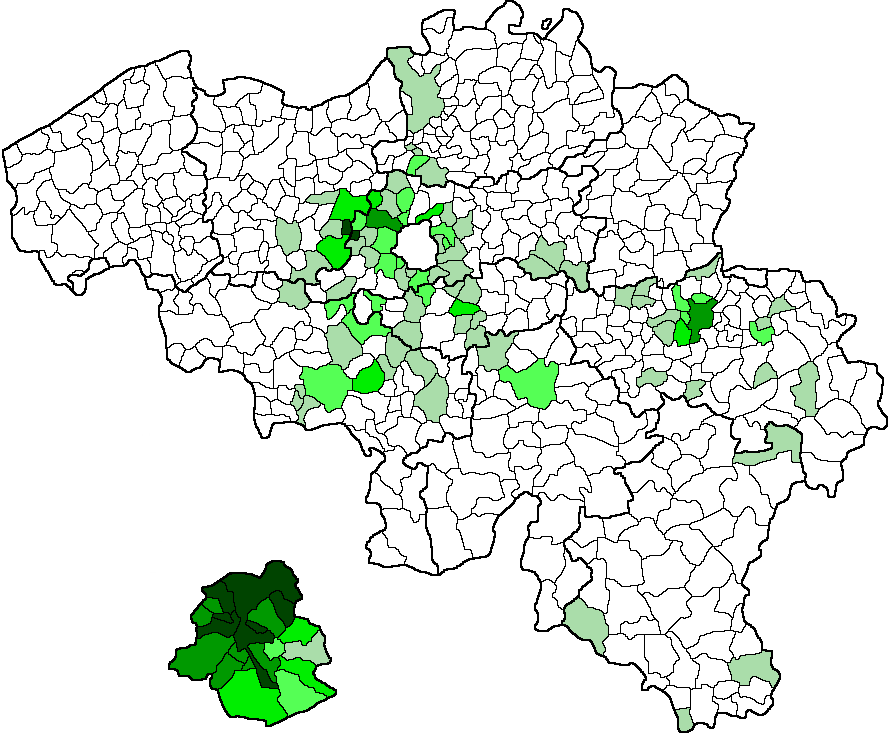
Verspreiding van de Congolese buitenlanders (d.w.z. Congolese burgers zonder Belgisch paspoort) in België in 2017. Klik op de afbeelding voor meer details.

In 2006 woonde bijna de helft van de met de Congolese nationaliteit geboren personen, 46,4%, in het Brussels Hoofdstedelijk Gewest. 32,1% woonde in Wallonië en nog 21,5% in Vlaanderen. Ondanks het feit dat Vlaanderen het gewest is waar de meeste vreemdelingen verblijven, woont de meerderheid van de Congolese Belgen dus in Franstalig België.
Deze cijfers komen vrij goed overeen met de plaatsen waar nieuwe Congolese immigranten zich vestigen. Er zijn echter lichte verschillen. Congolese Belgen met de Belgische nationaliteit woonden minder vaak (44%) in Brussel dan zij met de Congolese (50%) en vaker in Wallonië (34% tegenover 29%) en Vlaanderen (22% tegenover 20%).
In Brussel wonen de meeste Congolese Belgen in de stad Brussel. Acht en een halve procent van de totale Congolese bevolking in België woont in deze ene gemeente. Andere gemeenten met veel Congolezen zijn Elsene, Molenbeek, Anderlecht en Sint-Joost-ten-Node. Sint-Joost is echter de gemeente met de grootste concentratie Congolezen. Het aandeel Congolezen is er negen keer hoger dan het nationale gemiddelde. De Brusselse wijk die het meeste met de Congolezen in verband wordt gebracht is wellicht Matonge, in Elsene, vernoemd naar de gelijknamige wijk in Kinshasa, de hoofdstad van Congo. Matonge ontstond in de jaren zeventig op het knooppunt van drie concentratiepunten voor Afrikanen: Het Africaans Huis, de discotheek Mambo en de winkelgalerijen van Elsene. De wijk ligt tevens dicht bij de Congolese ambassade en de ULB, waar veel Congolezen studeerden. Hoewel hij als dé Afrikaanse/Congolese wijk van Brussel wordt gezien, wonen er zeer veel verschillende nationaliteiten, die allemaal hun stempel op de wijk hebben gedrukt.
Congolese Belgen in Wallonië wonen voornamelijk in Luik, maar ook in andere grote agglomeraties, zoals Ottignies-Louvain-la-Neuve, Bergen, Namen en Charleroi. De grote aanwezigheid in Louvain-la-Neuve kan wellicht verklaard worden door de aanwezigheid van de Université catholique de Louvain. Dit wordt onder andere bevestigt door het feit dat de stad het hoogde remigratiepercentage heeft onder Congolezen in Wallonië.
De Congolese bevolking in Vlaanderen concentreert zich voornamelijk in drie gemeenten, Antwerpen, Gent en Aalst, en in Vlaams-Brabant. Tussen 2001 en 2005 vestigde twee derde van de nieuwe Congolese migranten naar Vlaanderen zich in die twee regio's. In Vlaams-Brabant wonen Congolezen voornamelijk in de gemeenten rondom Brussel, vooral in de buurt van de grens met Oost-Vlaanderen. Ook over de grens, in de Denderstreek (niet enkel in Aalst), wonen veel Congolezen. Twee gemeenten aan de grens tussen de twee provincies, Denderleeuw en Liedekerke, zijn dan ook de Vlaamse gemeenten met het grootste percentage Congolese buitenlanders. De verklaring voor de hoge concentratie in deze regio ligt wellicht in het feit dat Brussel nabij ligt en vlot per trein bereikt kan worden. Ook wonen hier veel Congolese Nederlanders. Zij kunnen zo gebruikmaken van de wat gezinshereniging betreft minder strenge Belgische wetgeving om hun familieleden naar Europa te brengen.

### Leeftijd
In 2006 was de gemiddelde leeftijd van een met de Congolese nationaliteit geboren persoon in België 31,7 jaar. Bij de populatie die met de Belgische nationaliteit geboren is, bedroeg dit 40,8 jaar. Congolese Belgen zijn dus gemiddeld jonger.

### Generaties
Van de als Congolees geboren mensen in België is 77,5% in het buitenland en 22,5% in België geboren. Zoals gezegd wordt in deze statistieken echter een significant deel van de tweede generatie niet meegerekend. Haar aandeel in de Congolese populatie is dus onbekend, maar in ieder geval groter dan 22,5%.

### Geslacht
Oorspronkelijk waren de mannen oververtegenwoordigd in de Congolese gemeenschap in België. Sinds 1990 immigreren echter meer vrouwelijke Congolezen dan mannen en emigreren bovendien meer Congolese mannen dan vrouwen. Hierdoor is het aandeel vrouwen onder in België verblijvende mensen met de Congolese nationaliteit gestegen van 46,1% in 1991 tot 50,8% in 2006. Omdat bovendien meer vrouwen dan mannen zich laten naturaliseren, zijn de vrouwen zelfs oververtegenwoordigd bij de populatie die met de Congolese nationaliteit geboren is. In 2006 maakten zij daarvan 53% uit en was er bovendien een stijgende tendens. De reden voor deze trend is vooralsnog niet zeker.

### Gezinssituatie
In 2006 hadden 13.845 Belgische huishoudens een hoofd dat met de Congolese nationaliteit geboren was. Deze waren samen goed voor 35.996 personen. Ongeveer 4000 Congolese Belgen wonen dus in een huishouden met een niet-Congolees hoofd. Eenoudergezinnen, en in mindere mate alleenstaanden, zijn in de Congolese gemeenschap oververtegenwoordigd.

## Socio-economische status

### Opleiding
Congolezen in België zijn over het algemeen erg hoogopgeleid. Het aandeel van hen met een diploma hoger onderwijs is significant hoger dan dat van de als Belg geboren populatie. Ook het aandeel van hen dat enkel een diploma lager onderwijs heeft significant lager. Dit hangt waarschijnlijk samen met het grote aantal Congolezen dat als student naar België is gekomen. Wanneer men de verschillende leeftijdsgroepen bekijkt, blijkt dat bij 18- tot 29-jarige Congolezen het aandeel mensen met een diploma hoger onderwijs iets lager ligt dan bij de als Belg geboren populatie. De reden hiervoor is niet helemaal zeker. Mogelijk is er een verband met de toename van de asielmigratie sinds de jaren tachtig.

### Tewerkstelling
Ondanks deze hoge graad van opleiding is de werkeloosheid in de Congolese gemeenschap erg hoog. Van de Congolezen in België (zonder genaturaliseerden) tussen de 15 en de 64 jaar werkte of zocht 88,8% in 2006 werk. (Bij de algemene bevolking bedroeg dit percentage 69,6%. Het verschil kan wellicht gedeeltelijk verklaard worden door het feit dat de Congolese populatie gemiddeld jonger is.) Desondanks had slechts 53,8% werk (61% bij de totale bevolking). Het werkeloosheidspercentage bedroeg bijna 40%. Ook onder de genaturaliseerde Congolezen was het werkeloosheidspercentage hoog.
De redenen voor dit fenomeen zijn niet volledig duidelijk. Mogelijk hebben de Congolezen problemen hun diploma te valoriseren op de arbeidsmarkt, of worden hun diploma's niet erkend door Belgische instanties. Een andere verklaring is dat de Congolezen het slachtoffer zijn van discriminatie.

### Overmakingen
In Congo wordt de Congolese diaspora als belangrijk deel van de economie gezien. In werkelijkheid zijn zij echter slechts een zeer klein deel en vooral ook kleiner dan de diaspora van andere Afrikaanse landen. In 2015 stuurden de Congolezen in België drie miljoen euro naar hun land van herkomst. Dit is ongeveer evenveel als de Rwandese gemeenschap in België, die vier keer kleiner is.

## Organisaties
Het Congolese verenigingsleven is erg versplinterd. Verenigingen zijn meestal maar op een klein deel van de Congolese diaspora in België gericht. Zo zijn er maar zeer weinig organisaties die de taalgrens overschrijden. Veel organisaties blijven zelfs tot een enkele gemeente beperkt. Uitzonderingen op deze regel zijn organisaties voor mensen uit eenzelfde geboortestreek, of die aan eenzelfde bekende (meestal jezuïeten-)school gestudeerd hebben en Belgische vertegenwoordigers van Congolese politieke partijen. Naast de specificiteit que regio tellen ook weinig organisaties leden uit verschillende generaties.

## Kritiek op de Belgische kolonisatie en Leopold II
De Congolese gemeenschap levert steeds meer kritiek op het koloniale verleden van België en op koning Leopold II. Een succes voor hen was de opening van het Patrice Lumumbasquare in Brussel in 2018.
Zowel de Congolese gemeenschap in België als de autochtone bevolking hebben het koloniale verleden nog niet helemaal verwerkt. Hetzelfde geldt voor de politici en de publieke opinie in Congo-Kinshasa. Leopold II heeft in Congo een mythische status gekregen. Mobutu trachtte hem te doen vergeten. De Congolezen verwijten hem de uitbuiting van hun land, maar geven toe dat zonder hem Congo helemaal niet bestaan had.
Het feit dat twee Belgische koningen, Leopold II en Boudewijn, nauw bij de kolonisatie en dekolonisatie van Congo betrokken zijn én de invloed die koloniale milieus ook na 1960 behielden, maakte het historici en de Belgische pers lange tijd moeilijk om er objectief over te schrijven.
De kritiek richt zich vaak op symbolen van verering die er in België rond Leopold II zijn opgericht. Onder meer rond de Black Lives Matter-protesten van 2020 werd er in brede kring gepleit voor het weghalen van zijn stand- en borstbeelden en het hernoemen van straten.

## Bekende Congolese Belgen

### Sport
- Ziguy Badibanga - voetballer
- Michy Batshuayi - voetballer
- Paul Beloy - voetballer
- Christian Benteke - voetballer
- Cynthia Bolingo Mbongo - sprintster
- Boli Bolingoli - voetballer
- Dedryck Boyata - voetballer
- Luis Pedro Cavanda - voetballer
- Nill De Pauw - voetballer
- Pascal De Wilde - voetballer
- Junior Kabananga - voetballer
- Christian Kabasele - voetballer
- Nathan Kabasele - voetballer

- Hervé Kage - voetballer
- Andy Kawaya - voetballer
- Papy Kimoto - voetballer
- Vincent Kompany - voetballer en voetbaltrainer
- Nicaise Kudimbana - voetballer
- Aaron Leya Iseka - voetballer
- Anthony Limbombe - voetballer
- Fabrice Lokembo-Lokaso - voetballer
- Jordan Lukaku - voetballer
- Roger Lukaku - voetballer
- Romelu Lukaku - voetballer
- Tortol Lumanza - voetballer
- Dolly Menga - voetballer

- Yannis Mbombo - voetballer
- Ilombe Mboyo - voetballer
- Émile Mpenza - voetballer
- Mbo Mpenza - voetballer
- Paul-José Mpoku - voetballer
- Geoffrey Mujangi Bia - voetballer
- Landry Mulemo - voetballer
- Pierre-Yves Ngawa - voetballer
- Stephane Omeonga - voetballer
- Youri Tielemans, voetballer
- Derrick Tshimanga - voetballer
- Anthony Vanden Borre - voetballer
- Gunther Van Handenhoven - voetballer
- Mikael Yourassowsky - voetballer

### Politiek
- Bob Kabamba - politicus
- Joëlle Kapompolé - politica
- Pierre Kompany - politicus
- Bertin Mampaka Mankamba - politicus
- Gisèle Mandaila Malamba - politica
- Pierre Migisha - politicus

### Cultuur en media
- Coely - rapper
- Baloji - rapper
- Tatyana Beloy - actrice en presentatrice
- Laura Beyne - Miss België 2012
- Marie Daulne - zangeres
- Robert Mosuse - zanger
- Ronny Mosuse - zanger
- Nadia Nsayi - politicologe en schrijfster
- Témé Tan - zanger
- Sandrine Van Handenhoven - zangeres en presentatrice
- Marc Zinga - acteur en zanger